# Erytrozuch
Erythrosuchus ("czerwony krokodyl") jest nazwą drapieżnego archozaura, żyjącego we wczesnym i środkowym triasie (około 240 milionów lat temu) na terenie obecnej południowej Afryki, która wchodziła wtedy w skład superkontynentu Pangei.
Był to największy mięsożerca swoich czasów. Miał 5 metrów długości przy masie ciała około 1-2 ton. Jego cechą charakterystyczną była wielka głowa, dochodząca do 1 metra długości. Posiadała mocne szczęki wyposażone w zestaw ostrych, stożkowatych zębów.
Żywił się prawdopodobnie dicynodontami z rodziny Kannemeyeriidae, które osiągały rozmiary wołu. Uważa się, że erytrozuch był zbyt duży i masywny, by być aktywnym łowcą. W związku z tym przypuszcza się, że polował z zasadzki, jak to czynią krokodyle.
Znane są skamieniałości bliskich krewnych erytrozucha z europejskiej strefy Rosji (Vjushkovia, Garjainia) oraz z Chin.
Uważa się, że jego pojawienie się stanowiło impuls do wykształcenia się nowych, opancerzonych form, jak fitozaury, czy aetozaury. Cechą łączącą takie zwierzęta jak erytrozuch oraz wcześniejsze, permskie dinocefale jest fakt, że obie te niespokrewnione ze sobą grupy nie tylko wykazywały duże rozmiary ciała, ale także spore w stosunku całkowitej długości ciała głowy.